# Sporadopora mortenseni
Sporadopora mortenseni är en nässeldjursart som beskrevs av Hjalmar Broch 1942. Sporadopora mortenseni ingår i släktet Sporadopora och familjen Stylasteridae. Inga underarter finns listade i Catalogue of Life.